# Rossiiskaia Gazeta
Rossiiskaia Gazeta (în rusă Российская газета, în traducere: Gazeta rusă) este un cotidian publicat de către Guvernul Rusiei, având rolul de organ oficial al tipărire al acestuia. Cotidianul publică chestiuni legate de guvern, cum ar fi decrete oficiale, declarații și documente ale organismelor de stat, promulgarea de legi nou aprobate, decrete prezidențiale și anunțuri guvernamentale.

## Controverse
- În 2001, una dintre agențiile de marketing, pe baza rezultatelor unei campanii desfășurate special, a clasificat Rossiiskaia Gazeta drept una dintre cele 13 instituții media rusești care acceptă recompense bănești pentru publicarea articolelor personalizate.[4][5].

- Numărul din 18 septembrie 2007 conținea o fișă dedicată filmului polonez Katyń, regizat de Andrzej Wajda, despre Masacrul de la Katyń din anul 1940.[6][sursa nu confirmă] A fost publicat un scurt comentariu al lui Alexander Sabov, susținând că versiunea larg acceptată responsabilității sovieticilor se bazează pe o singură copie dubioasă a unui document, prin urmare dovezile pentru aceasta nu este de încredere. Comentariul lui Subov a provocat imediat revolta mediei din Polonia, iar a doua zi numărul ziarului polonez Gazeta Wyborcza a publicat documente relevante semnate de Lavrenti Beria care autorizează masacrul.[7]

- La 18 iulie 2020, Rossiiskaia Gazeta a publicat un articol numit „Drepturile omului nu sunt încălcate în Xinjiang”, creat în cooperare cu China Media Corporation. După cum notează Meduza, „limbajul articolului amintește de un discurs oficial al unui oficial chinez de rang înalt de la tribuna Marii Săli a Poporului din Beijing – și prin caracterul său direct propagandistic, iese în evidență chiar și pe fundalul altor materiale ale presei de stat ruse".[8]»

- În februarie 2022, în urma site-ului mișcării publice ucrainene „Ukrainian Choice” al politicianului pro-rus Viktor Medvedchuk, publicația a publicat știri fără a preciza sursa (Ukrainian Choice – numită sursa primară Lb.ua) că prim-ministrul polonez Mateusz Morawiecki, în timpul vizitei sale la Kiev, a numit ucrainenii forță de muncă ieftină. În același timp, în singurul interviu pe care l-a acordat pentru LB.ua, această frază pur și simplu nu există.[9].